# ウラシマクラゲ
ウラシマクラゲ（浦島水母 Urashimea globosa）は、日本沿岸の本州中部以北から北海道及び中国沿岸にかけて生息するヒドロ虫綱に属するクラゲ様の無脊椎動物。出現時期は早春に関東、夏に北海道、秋から初冬にかけて東北日本海側。
直径は約2cm、触手は4本で、拍動しながら泳ぐ。
飼育展示及び有性生殖には成功しているが、ポリプの無性生殖法が確立されておらず、一度クラゲを作ると消滅してしまい、通年展示は未だ困難である。